# Cohors II Gallorum (Britannia)
Die Cohors II Gallorum [Severiana Alexandriana] [veterana] [equitata] (deutsch 2. Kohorte der Gallier [die Severianische Alexandrianische] [die altgediente] [teilberitten]) war eine römische Auxiliareinheit. Sie ist durch Militärdiplome und Inschriften belegt.

## Namensbestandteile
- Gallorum: der Gallier. Die Soldaten der Kohorte wurden bei Aufstellung der Einheit aus den verschiedenen Stämmen der Gallier auf dem Gebiet der römischen Provinz Gallia Lugdunensis rekrutiert. Die folgende Inschrift kann auf 178 n. Chr. datiert werden. (RIB 917)

I(ovi) O(ptimo) M(aximo)

coh(ors)

II Gal(lorum) eq(uitata)

T(itus) Dom[i]ti-

us H[i]eron

d(omo) Nicomedia

praef(ectus)
- Severiana Alexandriana: die Severianische Alexandrianische. Eine Ehrenbezeichnung, die sich auf Severus Alexander (222–235) bezieht. Der Zusatz wird in der Inschrift (RIB 929) an einer nachträglich ausgemeißelten Stelle vermutet.

- veterana: die altgediente bzw. die altbewährte. Laut John Spaul wurde der Zusatz normalerweise immer dann verliehen, wenn eine neue Einheit mit derselben Bezeichnung in einer Provinz stationiert wurde. Dies trifft in diesem Fall aber nicht zu, so dass es sich vermutlich um die dienstälteste Kohorte aller in der Provinz Britannia stationierten Einheiten handelt.[1] Der Zusatz kommt in dem Diplom von 98 und in den Diplomen von 178 vor.

- equitata: teilberitten. Die Einheit war ein gemischter Verband aus Infanterie und Kavallerie. Der Zusatz kommt in den Inschriften (CIL 11, 1303, RIB 929) vor.

Da es keine Hinweise auf den Namenszusatz milliaria (1000 Mann) gibt, war die Einheit eine Cohors (quingenaria) equitata. Die Sollstärke der Kohorte lag bei 600 Mann (480 Mann Infanterie und 120 Reiter), bestehend aus 6 Centurien Infanterie mit jeweils 80 Mann sowie 4 Turmae Kavallerie mit jeweils 30 Reitern.

## Geschichte
Die Kohorte war in der Provinz Britannia stationiert. Der erste Nachweis der Einheit in Britannia beruht auf einem Militärdiplom, das auf 98 n. Chr. datiert ist. In dem Diplom wird die Kohorte als Teil der Truppen aufgeführt (siehe Römische Streitkräfte in Britannia), die in der Provinz stationiert waren. Weitere Diplome, die auf 122 bis 178 datiert sind, belegen die Einheit in derselben Provinz.
Der letzte Nachweis der Kohorte in Britannia beruht auf der Inschrift (RIB 915), die auf 244/249 datiert ist.

## Standorte
Standorte der Kohorte in Britannia waren:
- Voreda (Old Penrith): Inschriften belegen die Anwesenheit (von Teilen) der Kohorte in Voreda zwischen 178 und 244/249.

## Angehörige der Kohorte
Folgende Angehörige der Kohorte sind bekannt:

### Kommandeure
| - [] Valerius Petus, ein Präfekt (CIL 9, 4784) - Aurel[i]us At[tianus(?)] (RIB 916) - Aureli[us] (um 222/235) (RIB 929) - C(aius) Bellicius Primus, ein Tribun (AE 1991, 821) | - Iul(ius) Lupus, ein Präfekt (RIB 918) - L(ucius) Naevius Verus Roscianus, ein Präfekt (CIL 11, 1303) - T(itus) Domitius Hiero, ein Präfekt (RIB 917): er wird auf einem der Diplome von 178 (RMD 4, 293) als Kommandeur der Kohorte genannt. |

### Sonstige
| - Julius Augustalis, ein Actor (RIB 918) | - Thiae, ein Reiter: eines der Diplome von 178 (RMD 4, 293) wurde für ihn ausgestellt. |

## Weitere Kohorten mit der BezeichnungCohors II Gallorum
Es gab noch mindestens drei weitere Kohorten mit dieser Bezeichnung:
- die Cohors II Gallorum (Moesia). Sie ist durch Militärdiplome von 92 bis 167/168 belegt und war in den Provinzen Moesia Inferior und Dacia Inferior stationiert.
- die Cohors II Gallorum Macedonica. Sie ist durch Diplome von 93 bis 161 belegt und war in den Provinzen Macedonia, Moesia Superior und Dacia stationiert.
- die Cohors II Gallorum Pannonica. Sie ist durch Diplome von 109 bis 179 belegt und war in den Provinzen  Pannonia, Dacia und Moesia Superior stationiert.

Durch Militärdiplome ist auch belegt, dass eine Cohors II Gallorum in den Provinzen Mauretania Caesariensis und Raetia stationiert war. Die Kohorte in Raetien war zwischen 75/85 und 90 n. Chr. in Sorviodurum stationiert. Möglicherweise handelt es sich bei dieser Einheit um die Cohors II Gallorum (Moesia) oder die Cohors II Gallorum (Britannia).